# Scoutmetoden

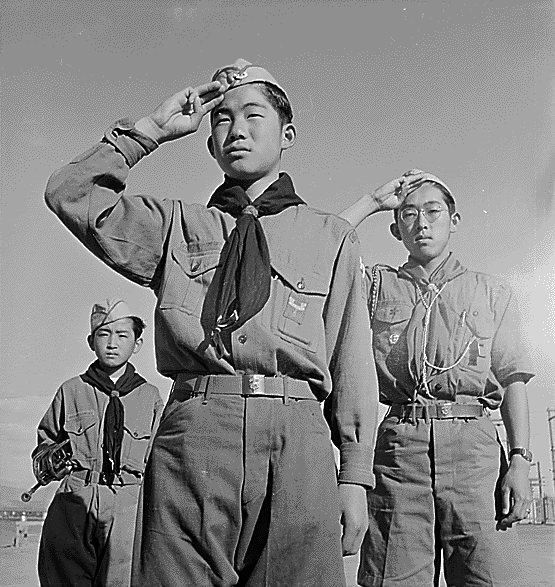
Pojkscouter från tiden för andra världskriget

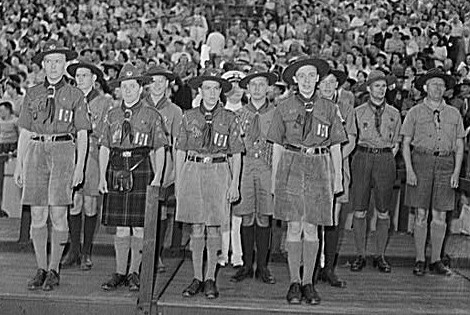
Engelska scouter i Detroit

Scoutmetoden är ett informellt utbildningssystem inom scoutrörelsen, utformad för att uppnå dess mål, vilka enkelt beskrevs av rörelsens grundare Robert Baden-Powell som att scouter ska bli "friska, lyckliga, hjälpsamma medborgare."
Metoden var det högsta målet för scouting och därför obligatorisk,  de lokala ledarna måste emellertid själva bedöma hur de bäst använder sig av den inom en specifik scoutpatrull. Genom decentralisering fick ledaren alltså fria tyglar. Metodens principer var mål, så det spelade inte så stor roll huruvida de uppnåddes, så länge målen var höga. Metoden används idag inom både flick- och pojkscouting, men utformades ursprungligen för pojkscouter.
Scouting ska vara en lockande lek, och gömd i den leken bör det finnas ett utbildande mål. Leken måste vara spännande, men samtidigt måste scouten lära av den. Scoutleken kan ändras av den lokala ledaren till det ledaren finner tillfredsställande i sin patrull under just den tid de lever i. There should be no preaching.

## De sju elementen
World Organization of the Scout Movements (WOSM) definition av scoutmetoden har varierat genom åren. Under 1980-talet bestod den av endast fyra element: Scoutlag och scoutlöfte (scouted), learning by doing, utveckling av den lilla gruppen, och progressiva och attraktiva program med olika aktiviteter. Detta ändrades under 1990-talet. WOSM delar idag upp scoutmetoden i följande sju element:

### Lag och löfte

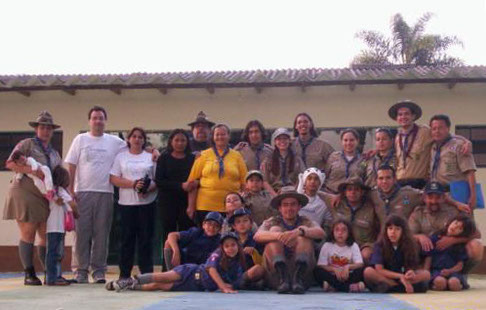
Brasilianska scouter

- Scoutlagen utgör det grundläggande förhållningssätt varje scout runt om i världen bör sträva efter. Det betyder inte att scouter inte får göra fel, lagen är inte en lista över vad man inte får göra. Den framlägger endast vad som ger en god karaktär och vad som förväntas av en scout.[3] Scoutlagen är därför scoutmetodens hjärta. Med scoutlöftet lovar scouten efter bästa förmåga följa scoutlagen och dess huvudprinciper:[3]
  - Plikt gentemot Gud
  - Plikt gentemot andra
  - Plikt gentemot sig själv
- Förbud. Scouting förbjuder inte en dålig vana, utan ger istället mer spännande och bättre alternativ, det kommer att ta upp scoutens uppmärksamhet och gradvis få honom att glömma sin gamla vana.[2] Anledningen till detta är att "förbud oftast inbjuder till undanflykt, eftersom det utmanar själen i varje levande pojke. Pojken styrs inte genom INTE, utan genom att ledas bort genom GÖR."[3]
- Andlighet. En scout bör vara troende men scouting är öppen för alla religioner. Scouting tar upp religionen genom att i praktiken undersöka naturen, Guds skapelse, och genom att hjälpa andra, Guds påbud. Enligt Baden-Powell är detta en del av alla religioner. I vissa länder finns det idag inte längre något krav på religion, så länge scouten följer scoutlagen och scoutlöftet.
- Tjänst. Tjänsten är en viktig komponent i lagen och löftet för den är plikten gentemot andra, som enligt Baden-Powell var den huvudsakliga tjänst som Gud bad om, vilken gör en lycklig, tjänsten gentemot sig själv. Avsikten är inte med detta är inte tjänst själv, vilken kan vara liten, utan att lära scouten att alltid vara uppmärksam på om någon behöver hjälp.[2]

### Learning by doing
- Scoutleken är full av praktiska övningar. Först och främst för att det intresserar scouten, men även för att det endast är genom egenhändig praktik som scouten kan få den erfarenhet som behövs för att förstå teorin. Även om Baden-Powell lade tonvikt på praktiskt arbete och scoutens egenhändiga lärande uteslöt han aldrig vikten av instruerande ledare och böcker. Frasen "Learning by doing" (att lära genom handling) används idag inom scoutrörelsen, även om det är svårt att hitta den exakt formuleringen i Baden-Powells skrifter.

### Patrullsystemet

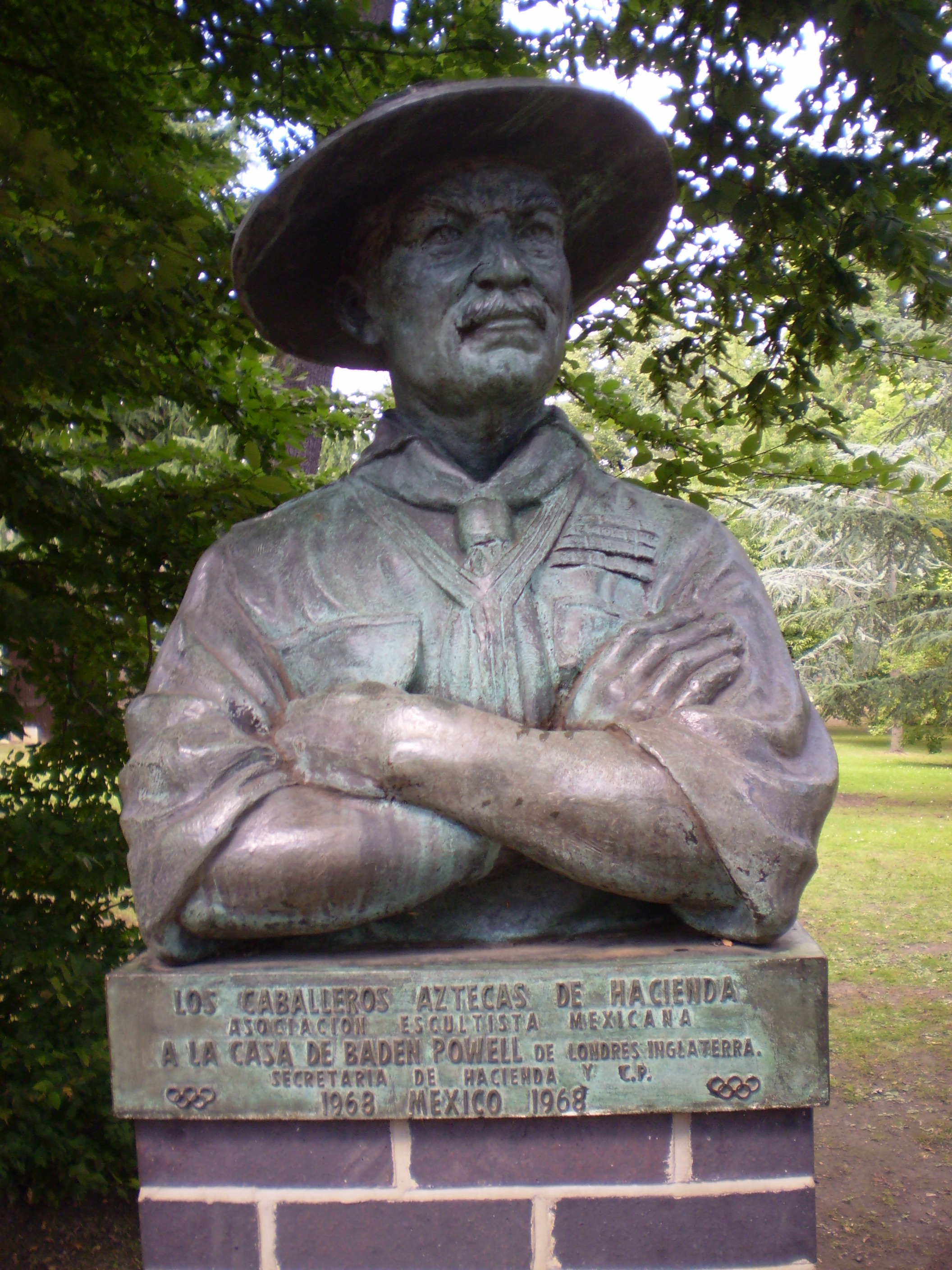
Robert Baden-Powell

- Patrullsystemet, den lilla gruppen. Scouter organiseras upp i små grupper (cirka 5-7 scouter) eftersom det är det naturliga sättet för pojkar att arbeta tillsammans.[2] Dessa patruller är därför viktigare än kåren. Patrullen måste hållas intakt under alla omständigheter, vilket innebär att arbeta, tälta, lära, laga mat och överleva tillsammans.[2] I en patrull lär sig scouterna att arbeta med andra, samtidigt som patrulledaren lär sig ansvar för andra. Båda måste ge en del av sin personlighet för att uppnå detta.[2] Scouting tar itu med individen, inte umgänget.[2] En scout har sin identitet inom gruppen och lär sig individuellt. Yngre sektioner, såsom vargungar och bäverscouter, delas in i varglyor eller bäverhyttor.

### Symboler och ceremonier
- Fantasi. Scouting spelar på scoutens fantasi, genom att leva i samma värld som de fiktiva äventyrarna, nybyggarna, pionjärerna, seglarna och piloterna.[2] Det är en oseriös värld, som behandlas seriöst, som en läsare av en bok eller en filmtittare, som tillfälligt accepterar ett fiktivt händelseförlopp som sanning i syfte att låta sig beröras av händelserna. Scouten identifierar sig med sin hjältes personliga färdigheter och egenskaper. Med sina erfarenheter som en populär amatörskådespelare, formade Baden-Powell scouting till något en något konstig, scenisk och oallvarlig miljö, genom ord med konstiga betydelser, rop, sånger och seder. Den vanliga scoutuniformen kan även här ses som en del av "scoutteatern".
- Ritualer. Scouting har ett mindre antal ritualer. De är utformade för att vara korta, enkla och attraktiva för unga scouter, men med ett underliggande symboliskt värde. Till exempel så ropar Cub Scouts i engelskspråkiga länder "We DOB, DOB, DOB" som en inledande ritual: "We DOB, DOB, DOB" är ett roligt rop för scouterna, medan det samtidigt är en förkortning för "we Do Our Best", vi gör vårt bästa.

### Personlig utveckling

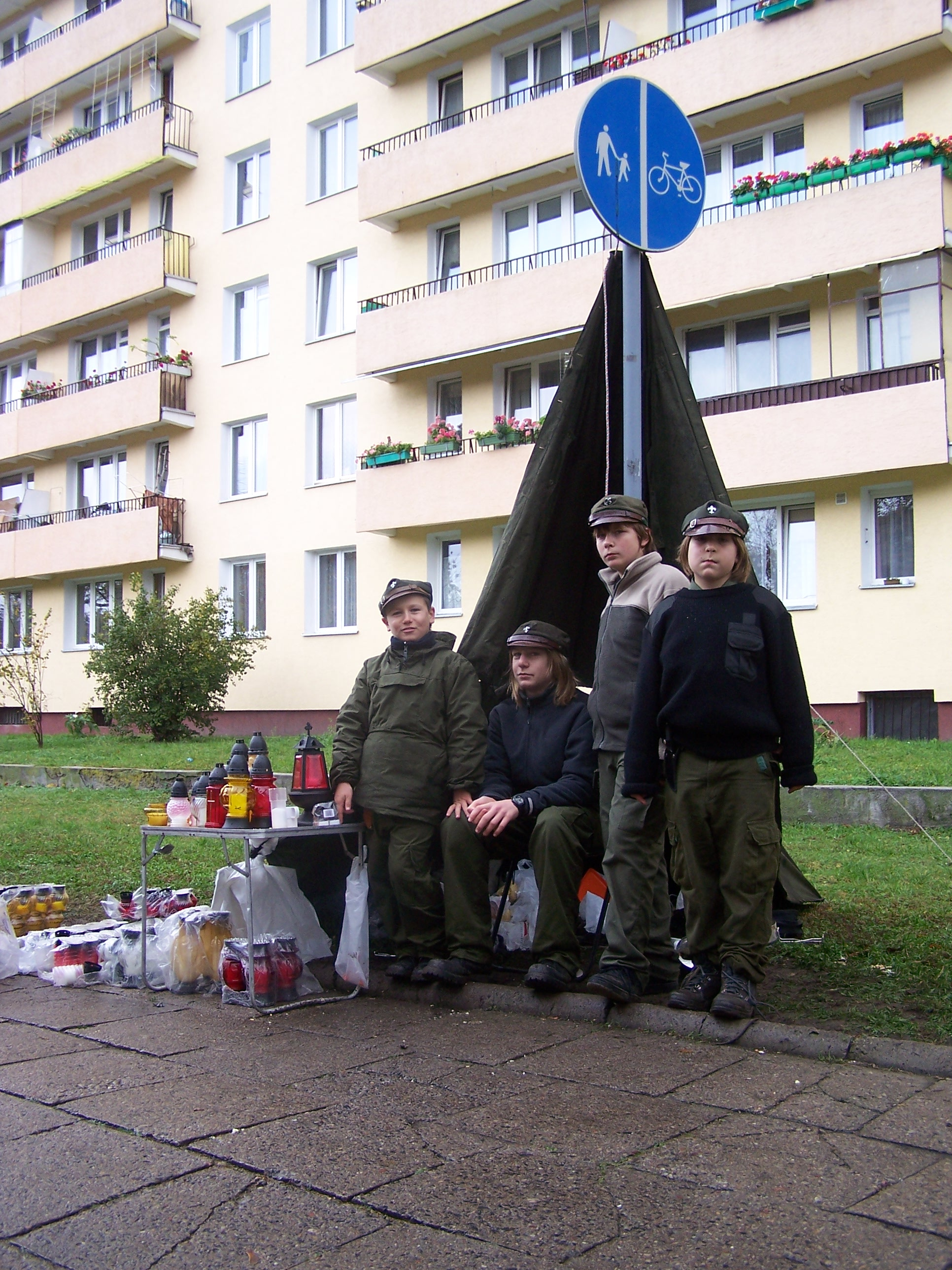
Polska scouter

- Självförtroende. Baden-Powell ville lära scouten att göra sina egna misstag och fatta sina egna beslut, utan att blint följa kamrater eller ledare som i en hjord. Detta skulle göra en pojke till man. Baden-Powell skrev att en scout (bildligt) skulle 'paddla sin egen kanot'. Inte i en roddbåt, med ryggen vänd åt det håll man är på väg, utan ensam i en kanot: med ansiktet mot framtiden, paddlande och styrande själv.[5] Scouting lär ut självförtroende genom att ta in scouten i en utmanande, något riskabel miljö, utan hjälp i sin direkta närhet. Därför är programmet (samtidigt som det är attraktivt) baserat på ett vuxet, äventyrligt friluftsliv. "En mans uppgift, nedskuren till en pojkes storlek."[2]
- Självstyre. Att ge scouter ansvar är en hörnsten i scoutmetoden: "förvänta dig att han genomför sitt uppdrag troget. Snoka inte omkring för att försöka få reda på hur det går. Låt honom gör det på sitt eget sätt. Låt honom göra fel om det behövs, men lämna honom i vilket fall som helst ensam". Patrullen är därför nästan helt självständig, medan kåren drivs av scoutledarna.[2]
- Självlärande. Utbildning inom scouting ska ge scouten en strävan och önskan att lära sig själv, vilket är mer värdefullt än enbart instruktioner av ledare. Detta gör man genom att föreslå scouten att företa sig aktiviteter som är attraktiva för honom som individ.[2]
- Märkessystem. Detta baseras på två komplementära element:
  - Förtjänstmärken, vilka är avsedda för att uppmuntra scouten att lära sig ett ämne som kan bli scoutens arbete eller hobby, inte nödvändigtvis relaterat till scoutingleken.
  - Klassmärken eller utvecklingssystemet: 
    - Klassmärken är successiva steg i vilka scouten lär sig de tekniker och kunskaper som behövs för scoutleken. Ett viktigt slutligt steg för scoutpatrullen är att göra en resa ensamma, för att bevisa sin förmåga att tänka och handla självständigt.
    - Utvecklingssystemet introducerades nyligen av WOSM som ett alternativ till klassmärken. De symboliserar de successiva steg som unga människor måste ta sig igenom för att kunna uppnå de utbildningsmål som finns inom åldersgruppen. Det lägger större vikt vid personliga mål som fysisk, intellektuell, social, andlig och personlig utveckling.[6].

Märken var inte ett slutligt mål, utan ett första steg, vilket skulle ge en scout uppmuntran att fortsätta. Scouten ska sedan själv bestämma sig för att fortsätta eftersom scouten gillar det, utan ytterligare behov av meriter. Scouting ska inte handla om mått på kunskap. Under senare år har den här delen av scoutmetoden förminskats eller glömts bort. Som i USA där extra nivåer har införts, över klassmärkena.
- Inte tävlingsinriktad. Utbildning inom scouterna ska inte vara tävlingsinriktad. Scouten ska lära för att scouten gillar ämnet, inte för att tävla och visa sig bättre än de andra.[2]
- Individuell. Utbildning inom scouting är individuell, för varje scout måste vara inspirerad, till och med de klumpiga, för att lära. Målet är inte hela gruppens kvalitet, utan scouten bör få gehör för att fortsätta på sin egen nivå. Märkena betecknar inte en viss kunskapskvalitet eller skicklighet som "den mängd ansträngning scouten lägger ner i sitt arbete". Normerna förklarades därför med flit lite luddigt.[2]

### Friluftsliv

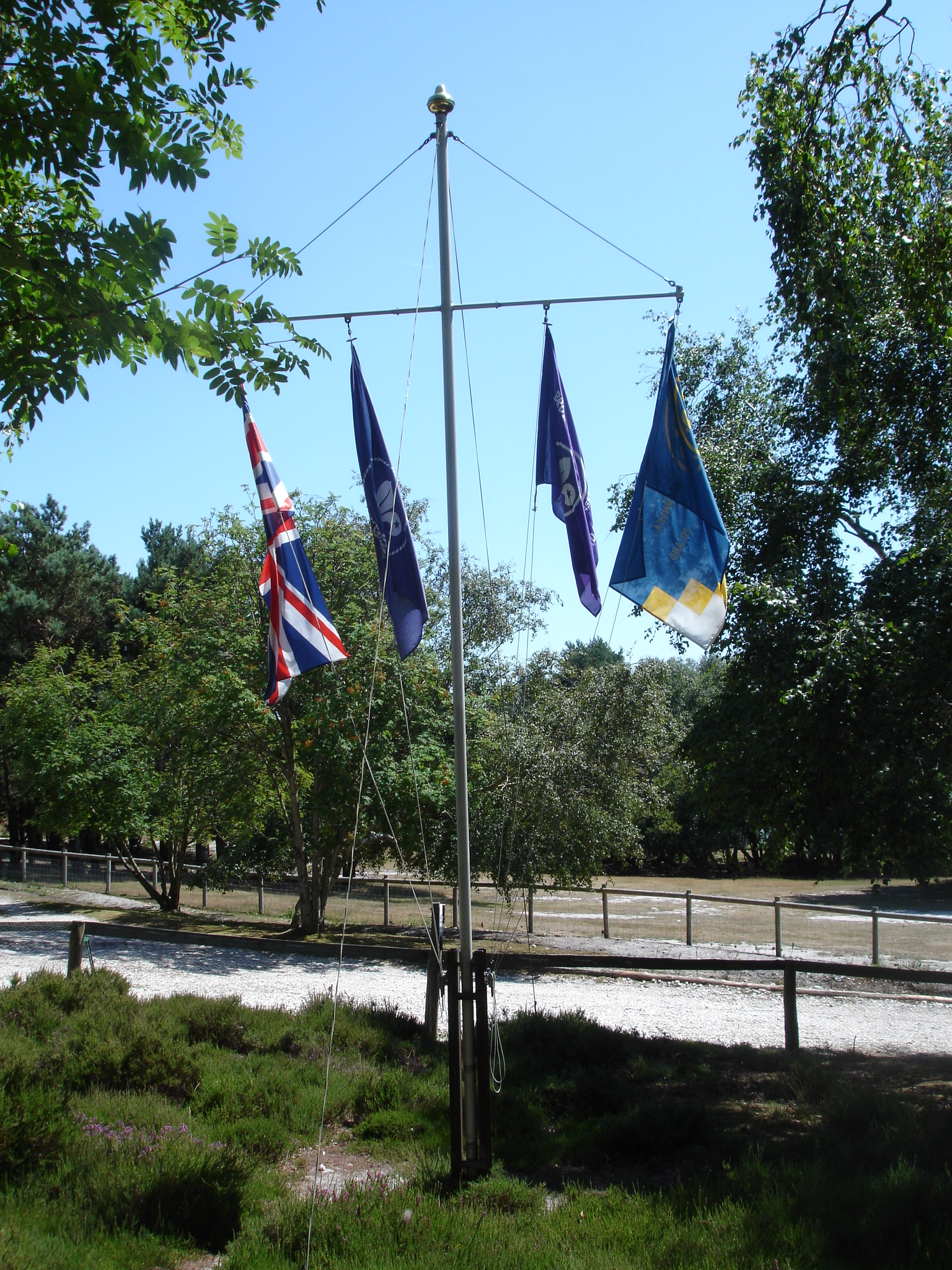
Brownsea Island

- Naturen som skola. Scouting bedrivs till största del i naturen eftersom det är en äventyrlig miljö med utmaningar, vilka scouten vill klara av. På det här sättet lär sig scouten och patrullen att ta sig över hinder, och att fatta sina egna beslut.
- Gud i naturen. Enligt Baden-Powell kan scouten finna Gud i naturen när scouten inser naturens komplexitet och skönhet.
- Kärlek till friluftslivet. Även om scouter gillar naturen som en äventyrlig plats och hellre bevarar ett träd än hugger ner det så är det förväntat att scouten, när scouten blir äldre, ska ha erfarenheter från sin barndom som gör henne eller honom till en friluftsälskare.

### Stödjande och lyssnande ledarskap

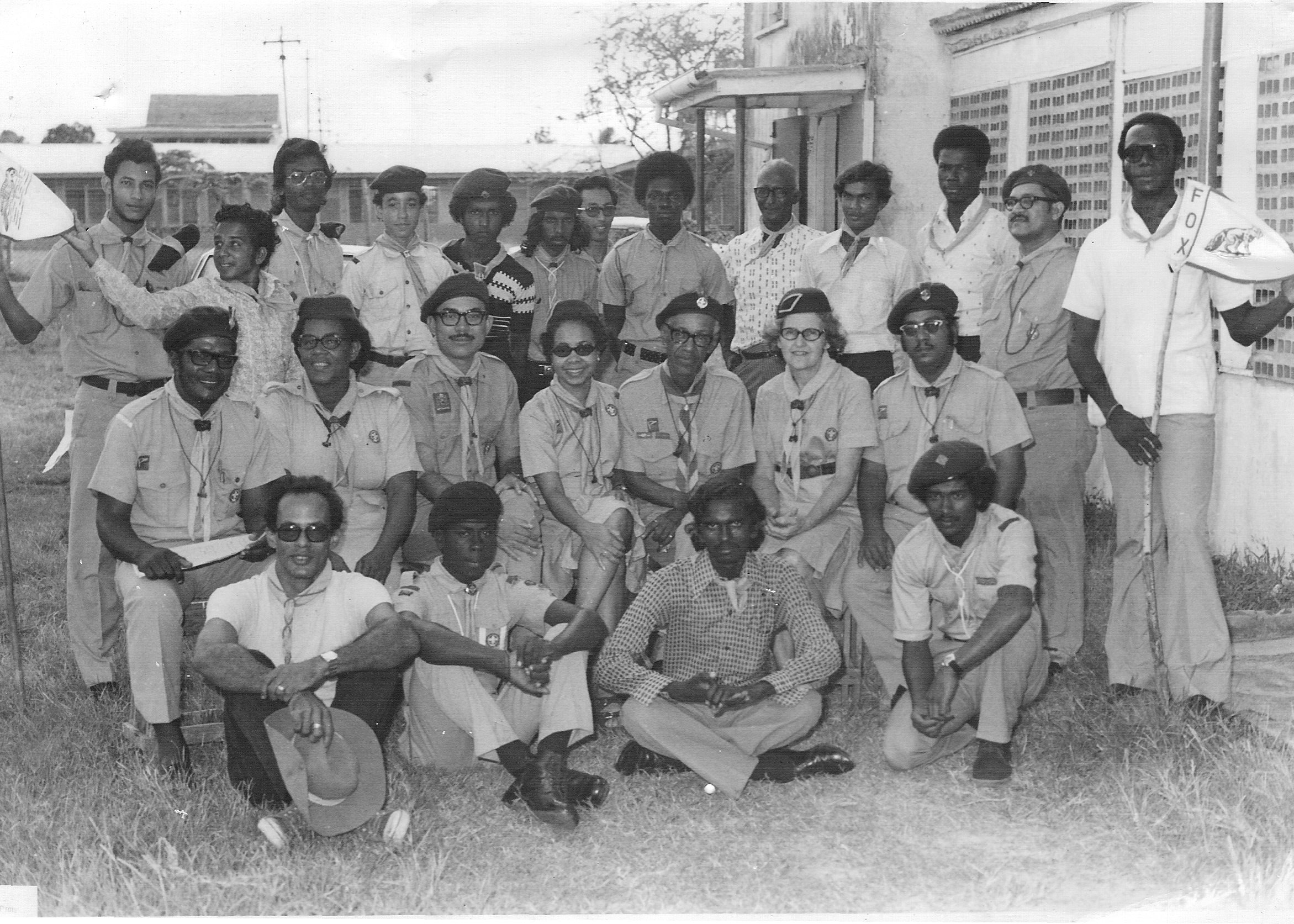
Ledare

- Ledaren som exempel. En viktig del av scouting är scoutledarens personliga exempel. Scouten imponeras av ledaren på grund av ledarens ålder, kunskap och position som ledare. Om ledaren är populär så blir ledarens roll ett eftertraktat mål att sträva efter, så scouten följer ledarens exempel. En scoutledare som lever efter scoutlagen kommer därför ha större påverkan än en som enbart talar om den. I scouternas ögon så är det vad en ledare gör som spelar roll, inte så mycket vad ledaren säger.[2]
- Vägledare. Scouternas självstyre utmanar även ledarens roll: "Jag hade fastställt att scoutledarens roll varken är som skollärarens eller befälets, utan snarare som den hos storebrodern med sina bröder, inte avskild eller högre stående än dem, men med förmågan att inspirera dem och kunna föreslå nya aktiviteter när fingret på deras puls avslöjar att dragkraften hos den nuvarande flugan börjar avta."[3] Scoutledare ska inte vara precisa, utan vägledande (och ha koll på säkerheten).

## WAGGGS-variant

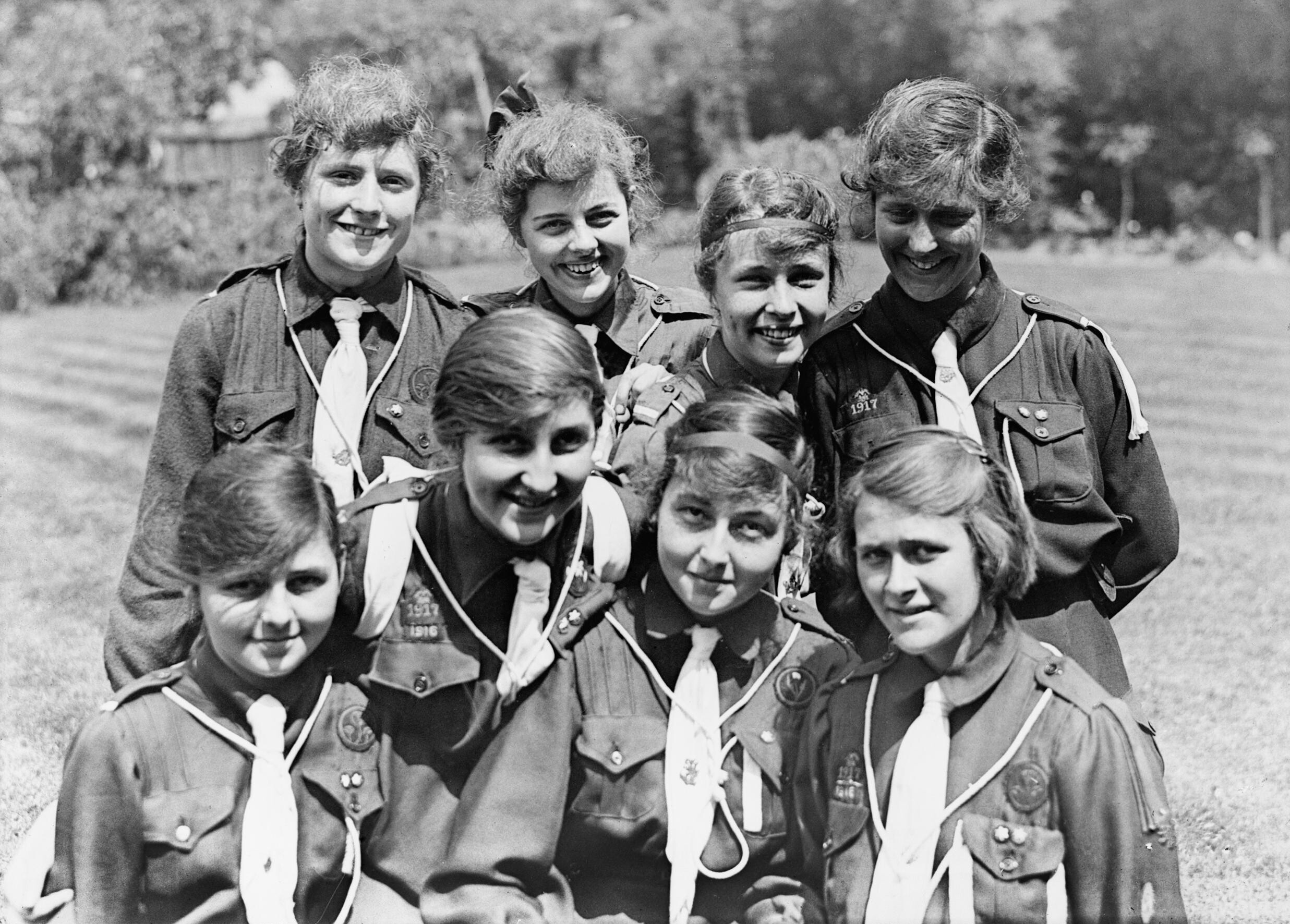
Flickscouter

### Lokalt och globalt samhällsengagemang
- Samhällstjänst. Eftersom samhällstjänst är ett viktigt element inom både WOSM:s och WAGGGS program, därför inkluderar WAGGGS det som en extra punkt i scoutmetoden.[7]

## Scoutmetoden i Sverige
Inom Sveriges scoutorganisation Scouterna kallas punkterna i scoutmetoden som följer: 
- Scoutlag och löfte
- Patrullsystemet
- Learning by doing
- Stödjande och lyssnande ledarskap
- Lokalt och globalt samhällsengagemang
- Friluftsliv
- Symboliskt ramverk